# Klisino
Klisino  (deutsch Gläsen, auch Groß-Gläsen) ist ein Ort in der Stadt- und Landgemeinde Głubczyce im Powiat Głubczycki der Woiwodschaft Opole in Polen. Ortsteil ist der Weiler Klisinko (Klein Gläsen).

## Geographie
Das Angerdorf Klisino liegt zwölf Kilometer nördlich von Głubczyce (Leobschütz) und 57 Kilometer südwestlich von Opole (Oppeln). Nördlich des Dorfes, am Weiler Klisinko, fließt die Osobłoga (Hotzenplotz). Durch den Ort verläuft die Woiwodschaftsstraße Droga wojewódzka 417.
Nachbarorte von Klisino sind im Westen Racławice Śląskie (Deutsch Rasselwitz), im Osten Szonów (Schönau) und im Süden Kietlice (Kittelwitz).

## Geschichte

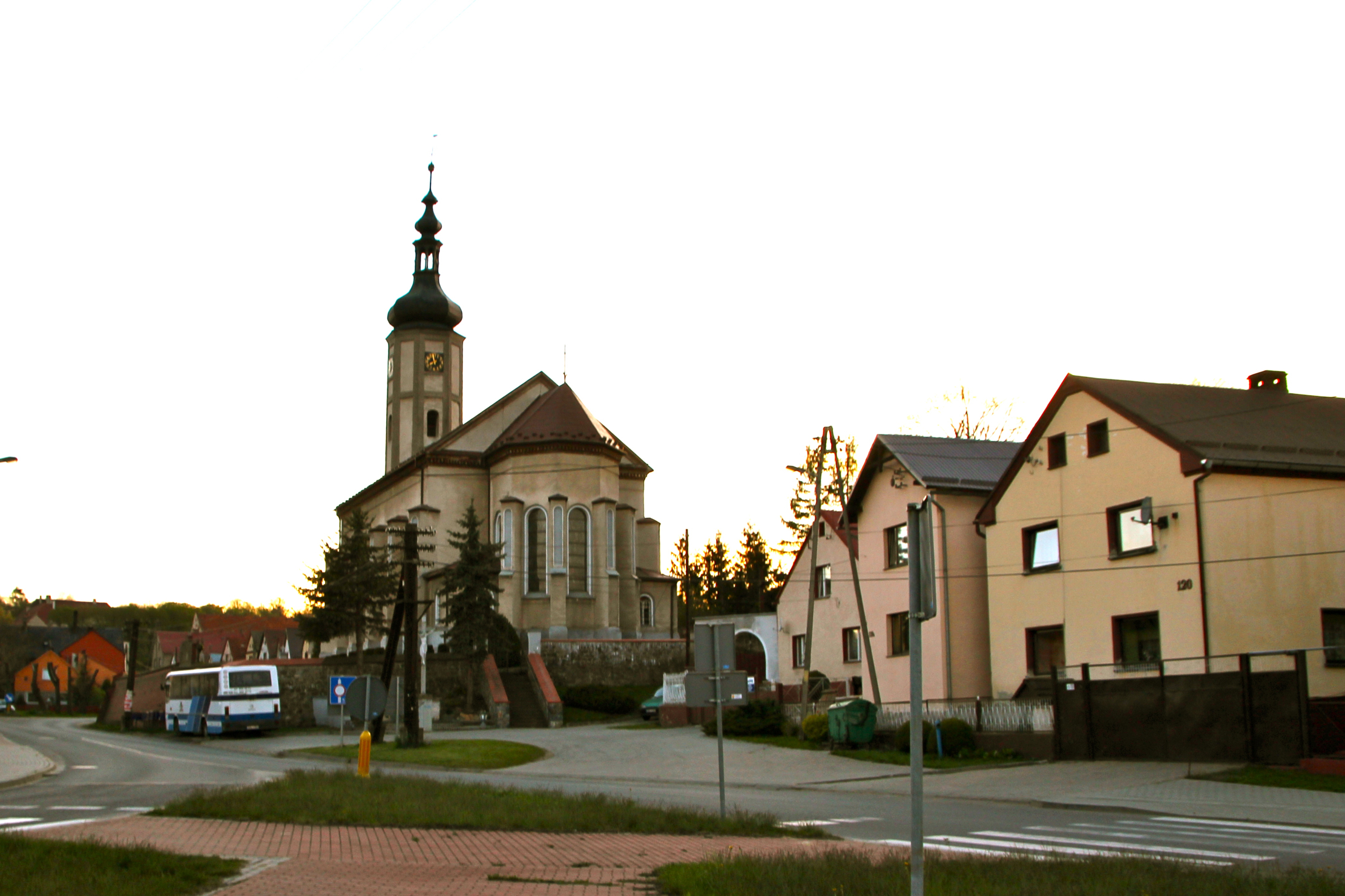
Heilig-Kreuz-Kirche

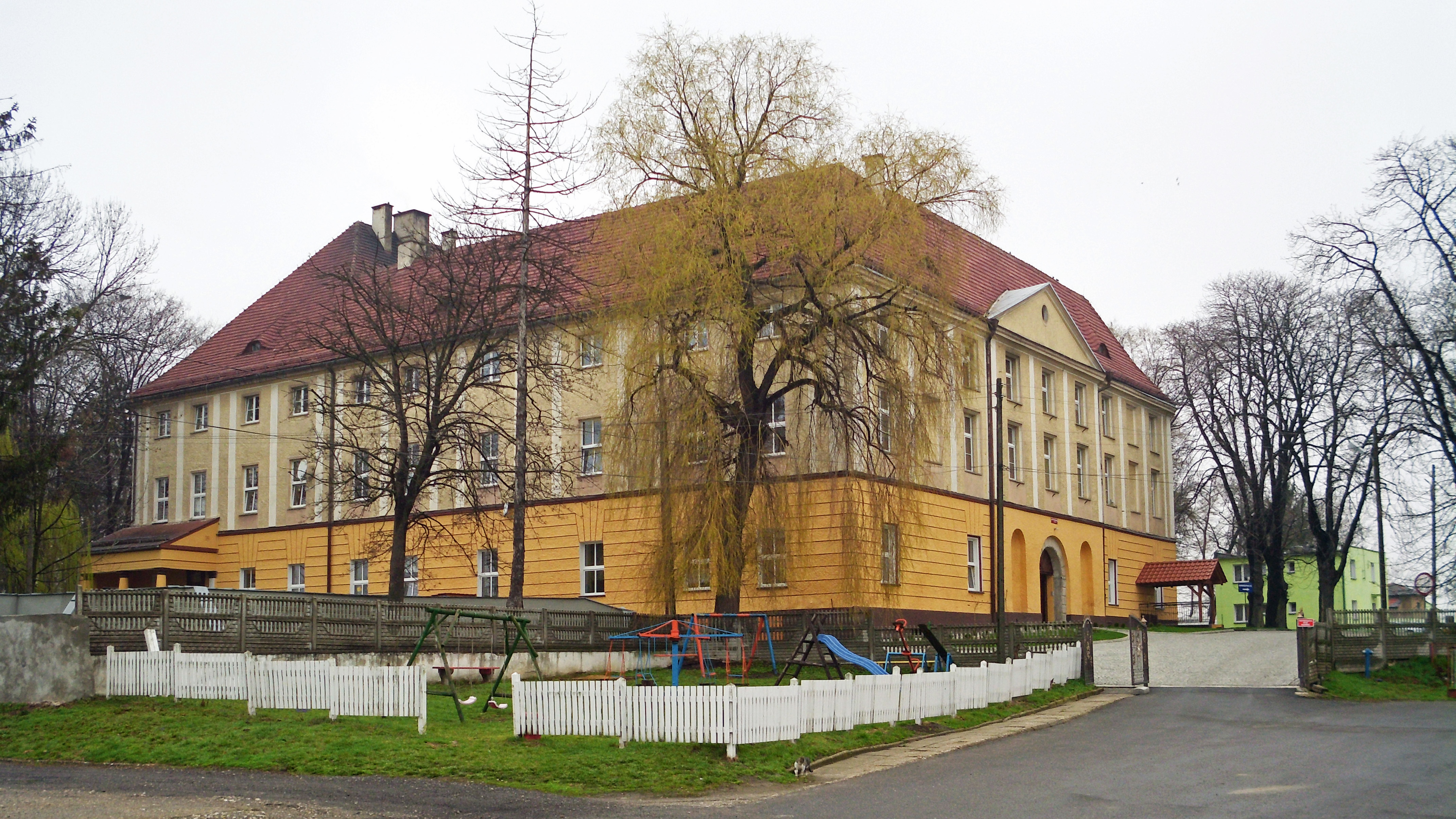
Schloss Gläsen

„Glozeno“ wurde 1195 erstmals erwähnt. 1245 ist es in der Schreibweise Clyzino, 1415 als Glesen, 1439 als Glezin, 1447 als Gleczin und 1679 als Giesen belegt. Für das Jahr 1447 ist eine Pfarrei in Gläsen belegt.
1592 wurde der Ort durch ein Feuer größtenteils zerstört. Darauf ließ der damalige Besitzer von Cerschaw eine steinerne Kirche errichten.
Nach dem Ersten Schlesischen Krieg 1742 fiel Gläsen mit dem größten Teil Schlesiens an Preußen.
Bis 1816 gehörte Gläsen zum Neustädter Kreise. Nach der Neugliederung der Provinz Schlesien gehörte die Landgemeinde Gläsen ab 1816 zum Landkreis Leobschütz, mit dem sie bis 1945 verbunden blieb. 1845 bestanden im Dorf ein Schloss, eine katholische Pfarrkirche, eine katholische Schule, eine Brennerei, eine Brauerei und 138 Häuser. Die Einwohnerzahl lag damals bei 880, davon 10 evangelisch. Im Weiler Klein-Gläsen befand sich eine Wassermühle und eine Brauerei. 1861 zählte Gläsen 1016 Einwohner sowie 21 Bauern, 22 Gärtner- und 64 Häuslerstellen. Die katholische Schule besuchten 174 Schüler. 1874 wurde der Amtsbezirk Gläsen gebildet, der die Landgemeinden Berndau, Gläsen, Schönau und Thomnitz sowie die Gutsbezirke Berndau und Gläsen umfasste. Erster Amtsvorsteher war de Rittergutsbesitzer Erdmann von Prittwitz in Gläsen.
Bei der Volksabstimmung in Oberschlesien am 20. März 1921 stimmten in Gläsen 764 Personen für einen Verbleib bei Deutschland und 2 für Polen. Gläsen verblieb wie der gesamte Stimmkreis Leobschütz beim Deutschen Reich. Nach einem schweren Unwetter am 5. August 1921 wurden große Teile des Dorfes überschwemmt. 1933 zählte der Ort 944 Einwohner, 1939 wiederum 888. Bis 1945 gehörte der Ort zum Landkreis Leobschütz. Am 17. März 1945 nahm die Rote Armee Gläsen ein. Die deutsche Zivilbevölkerung floh kurz zuvor in die Nähe von Budweis. Ein Großteil der dörflichen Bebauung wurde durch Brandschatzung zerstört. Während des Krieges fielen 72 Soldaten aus Gläsen.
1945 kam der bisher deutsche Ort unter polnische Verwaltung, wurde in Klisino umbenannt und der Woiwodschaft Schlesien angeschlossen. Im Mai und Juni 1945 kehrte ein Teil der deutschen Bevölkerung zurück nach Gläsen. Einige Häuser waren bereits durch Polen aus Ost-Polen besetzt. Durch russische und polnische Schikanen kamen 1945 22 Dorfbewohner ums Leben. Im Sommer 1946 wurde die deutsche Bevölkerung vertrieben. 1950 wurde Klisino der Woiwodschaft Oppeln zugeteilt. 1999 wurde der Ort Teil des wiedergegründeten Powiat Głubczycki.

## Sehenswürdigkeiten

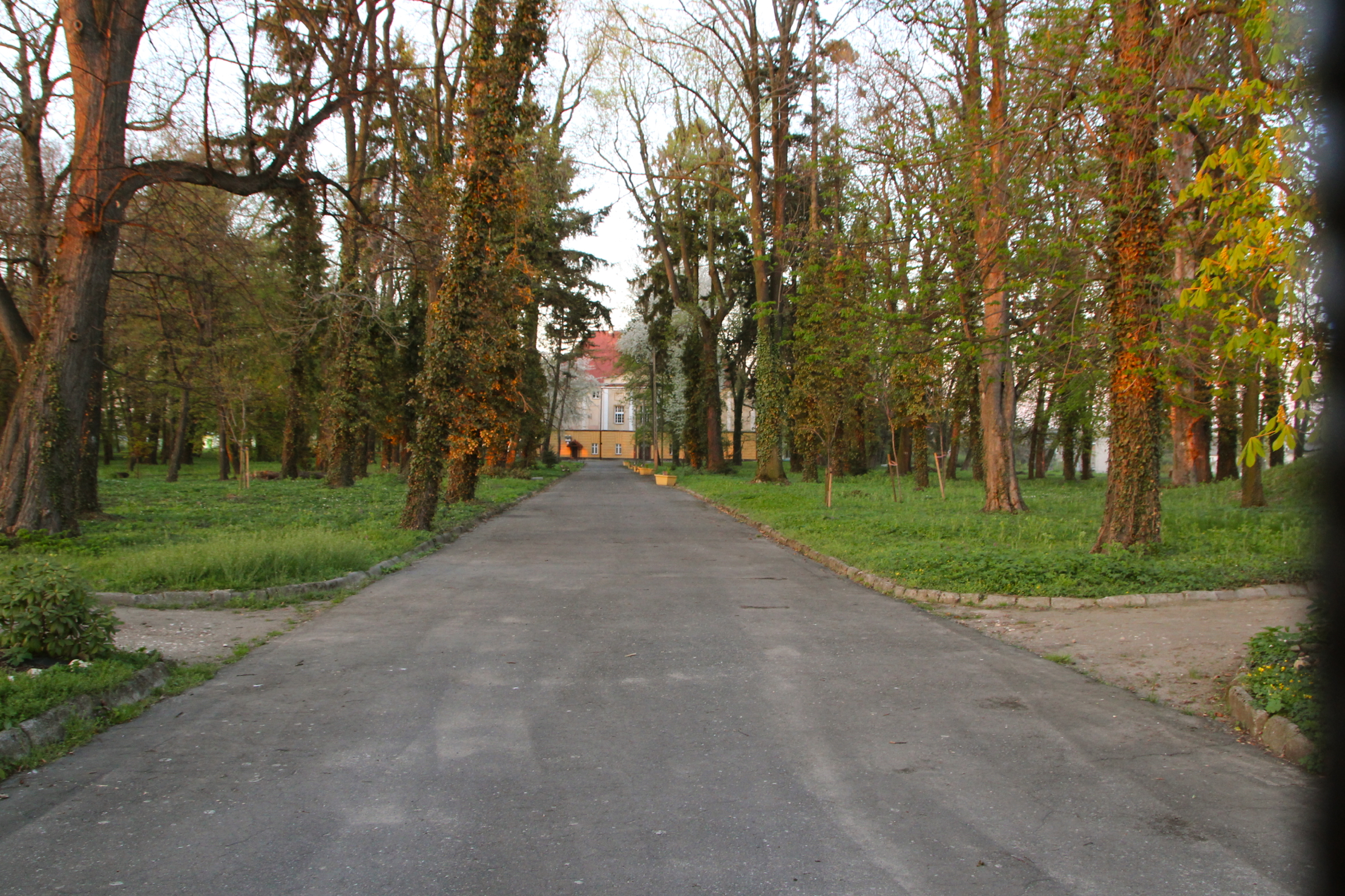
Schlosspark

- Die römisch-katholische Heilig-Kreuz-Kirche (poln. Kościół Świętego Krzyża) wurde zwischen 1867 und 1869 erbaut. Bereits seit 1592 bestand im Ort eine Kirche. Der Kirchenbau steht unter Denkmalschutz.[10]
- Das Pfarrhaus wurde 1855 errichtet. Seit 1966 steht der Bau unter Denkmalschutz.[10]
- Das Schloss Gläsen (poln. Pałac Klisino) wurde im 17. Jahrhundert erbaut. 1758 durch einen Brand zerstört, wurde der Bau in barocken Formen wieder aufgebaut und 1906 umgebaut. Heute befindet sich im Bau eine Fürsorgeeinrichtung. Der Schlossbau steht seit 1958 unter Denkmalschutz, der angrenzende Landschaftspark seit 1984.[10]

## Vereine
- Freiwillige Feuerwehr OPS Klisino
- Fußballverein LZS Benfica Klisino

## Persönlichkeiten
- Günther Schwantes (1881–1942), deutscher Generalleutnant, verstarb in Gläsen